# Zamarski

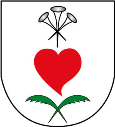
Nieoficjalny herb wsi Zamarski

Zamarski (cz. Zámrsk, niem. Zamarsk) – wieś w Polsce, położona w województwie śląskim, w powiecie cieszyńskim, w gminie Hażlach, w granicach historycznego regionu Śląska Cieszyńskiego, geograficznie zaś na Pogórzu Śląskim. Na obszarze 864,22 ha zamieszkana jest przez 1404 mieszkańców (2018), co daje gęstość zaludnienia równą 162,5 os./km².

## Położenie
Centrum Zamarsk znajduje się około 5 km w linii prostej na północny wschód od rynku w Cieszynie. Rozłożona jest na niewielkim kopcu o wysokości 388 m n.p.m. na Pogórzu Cieszyńskim. Od strony północnej sąsiaduje z Hażlachem, na północnym wschodzie z Kostkowicami, na południowym wschodzie Gumnami, na południowym zachodzie z Cieszynem (z Kalembicami, Pastwiskami i Bobrkiem).

## Integralne części wsi
| SIMC    | Nazwa      | Rodzaj    |
| ------- | ---------- | --------- |
| 0052847 | Krzepty    | część wsi |
| 0052853 | Malikowiec | część wsi |
| 0052860 | Pasieki    | część wsi |
| 0052876 | Rakowiec   | część wsi |
| 0052882 | Rudów      | część wsi |

## Historia
Zamarski to jedna z najstarszych miejscowości na Śląsku Cieszyńskim. Miejscowość została po raz pierwszy wzmiankowana w dokumencie protekcyjnym biskupa wrocławskiego Wawrzyńca z dnia 25 maja 1223 roku wydanym na prośbę księcia opolsko-raciborskiego Kazimierza dla klasztoru premonstrantek w Rybniku, w którym to wymieniono około 30 miejscowości mających im płacić dziesięcinę. Pośród 14 miejscowości kasztelanii cieszyńskiej wymienione są również Zamarski jako Zamaischi.
Wieś politycznie znajdowała się początkowo w granicach piastowskiego (polskiego) księstwa opolsko-raciborskiego. W 1290 w wyniku trwającego od śmierci księcia Władysława opolskiego w 1281/1282 rozdrobnienia feudalnego tegoż księstwa powstało nowe Księstwo Cieszyńskie, w granicach którego znalazły się również Zamarski. Od 1327 księstwo cieszyńskie stanowiło lenno Królestwa Czech, a od 1526 roku w wyniku objęcia tronu czeskiego przez Habsburgów wraz z regionem aż do 1918 roku w monarchii Habsburgów (potocznie Austrii).
Podczas powstania Zamarski były bezpośrednią własnością Piastów (po 1290 tutejszej ich linii), a tutejsze lasy były dla nich miejscem polowań, a poza nimi polowali tu też szlachta i hrabiowie. W pewnym sensie do dziś na wsi przetrwał charakter puszczański, jak na przykład miejsce zwane "Czornymi Dołami", które oddaje klimat wieków piastowskich, jednak głównym źródłem utrzymania dzisiejszych mieszkańców jest rolnictwo i hodowla zwierząt. Bliskość Cieszyna sprzyjała rozwojowi miejscowego folwarku, który nieustannie zmieniał swoich właścicieli, ich sprzedaż w ręce szlachty zasilała fundusze księstwa, nękanego wojnami. W 1617 książę Adam Wacław sprzedał Zamarski Achacemu Goczałkowskiemu. Później Zamarski stawały się własnością kolejno: w 1656 czeskiej rodziny szlacheckiej – Marklowskich, w 1718 najwyższego dostojnika w Księstwie – hrabiego Tęczyńskiego, a w 1731 polskiego magnata – hrabiego Henryka Fryderyka Wilczka, na krótko w 1766 Radockich, a później Trachów; do księcia cieszyńskiego wróciła w 1802, stając się częścią Komory Cieszyńskiej. To właśnie w Zamarskach na tzw. "Bachorku" w 1626 miała miejsce jedna z bitw wojny religijnej pomiędzy Habsburgami a Szwecją. Wieś i okolice nękane były też przez ogromny głód trwający dwa lata i nazwany "Głodnymi Rokami" (1847-1848). Drewniany kościół na terenie wsi istniał już w XIII wieku. Uległ on jednak w 1585 spaleniu, lecz jeszcze w tym samym roku odbudowano przetrwałą do dziś wieżę dzwonniczą do której, po staraniach hrabiego Henryka Fryderyka Wilczka, dobudowano drewniany kościół częściowo nawiązujący do architektury baroku w 1731 (św. Rocha). Warto zauważyć, że w tamtych czasach znaczącą część mieszkańców wsi stanowiła ludność wyznania ewangelicko-augsburskiego; w 1790 ewangelików było 102, a katolików 290. Kościół zamarski był w posiadaniu luteranów od połowy XVI wieku do 1654. W 1808 ewangelicy założyli szkołę ewangelicką (jedna z 25 w Księstwie), a w 1814 została przejęta przez katolików, jednak nauczała ona dzieci obu wyznań, co ilustruje panującą wtedy, mimo wszystko, tolerancję religijną. W 1821 wzniesiono nową murowaną szkołę "średnią", a w 1901 dobudowano dla niej drugi budynek. W 1908 w Zamarskach powstał oddział Ochotniczej Straży Pożarnej.
Według austriackiego spisu ludności z 1900 w 123 budynkach w Zamarskach na obszarze 863 hektarów mieszkało 796 osób. co dawało gęstość zaludnienia równą 92,2 os./km², z tego 426 (53,5%) mieszkańców było katolikami, 369 (46,4%) ewangelikami a 1 (0,1%) wyznawcą judaizmu, 790 (99,2%) było polsko- a 6 (0,8%) niemieckojęzycznymi. Do 1910 liczba budynków wzrosła do 125 a mieszkańców do 858, z czego 845 było zameldowanych na stałe, 835 (98,8%) było polsko- a 10 (1,2%) niemieckojęzycznymi, 473 (55,1%) było katolikami, 378 (44,1%) ewangelikami a 7 żydami.
Po zakończeniu I wojny światowej tereny, na których leży miejscowość - Śląsk Cieszyński stał się punktem sporu pomiędzy Polską i Czechosłowacją. W 1918 roku na bazie Straży Obywatelskiej miejscowi Polacy utworzyli lokalny oddział Milicji Polskiej Śląska Cieszyńskiego pod dowództwem ob. Pastucha, który podlegał organizacyjnie  1 kompanii w Cieszynie.
W lipcu 1920 roku miejscowość decyzją Rady Ambasadorów znalazła się w granicach Polski. Dzisiejszy budynek szkoły podstawowej wybudowano w 1974. W latach 1975–1998 miejscowość położona była w województwie bielskim.

## Zabytki

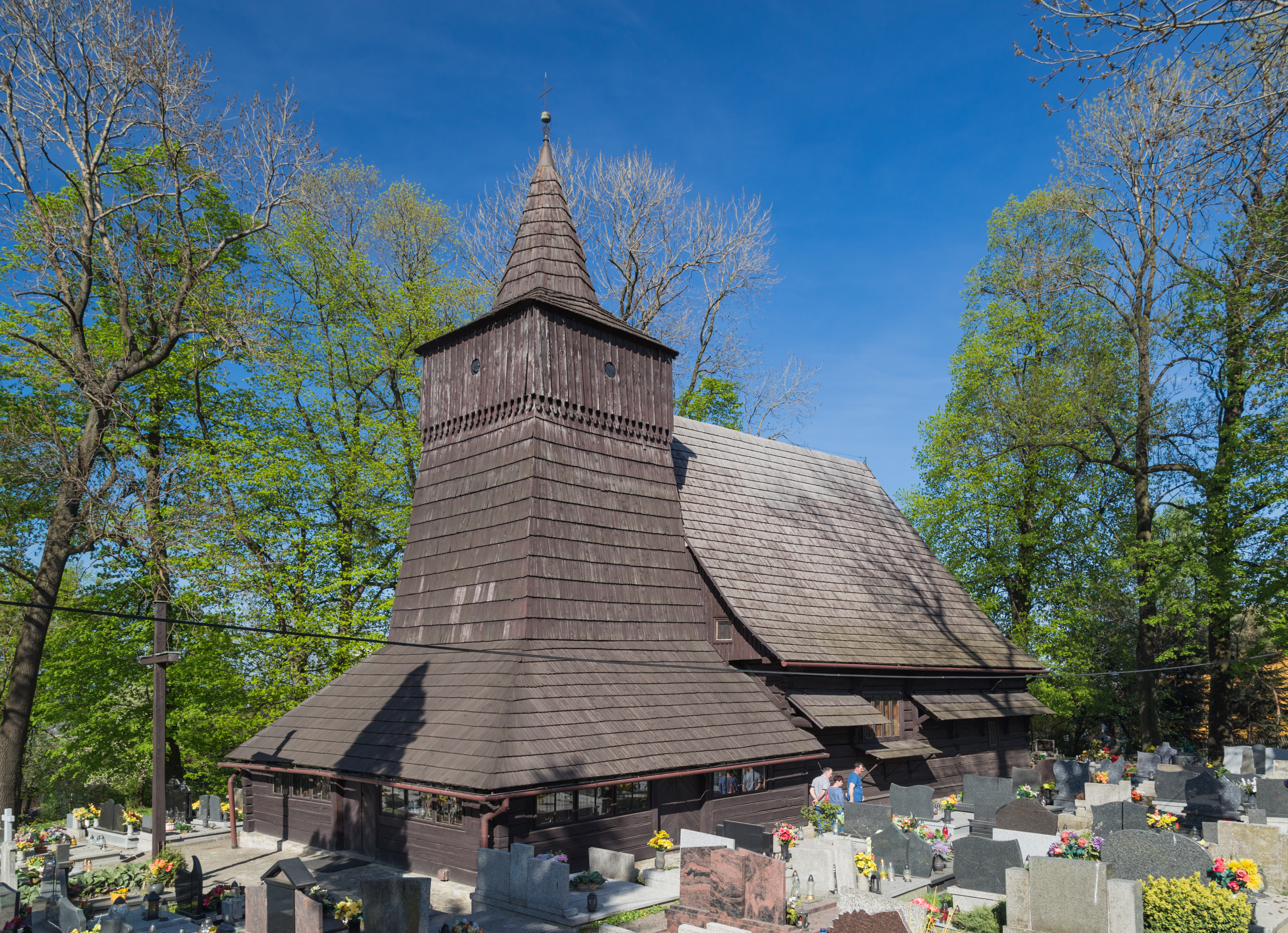
Kościół pw. św. Rocha w Zamarskach

Według Narodowego Instytutu Dziedzictwa, w miejscowości znajdują się następujące obiekty zabytkowe:
- Drewniany kościół pw. św. Rocha z 1731 roku. Jest najstarszym zachowanym drewnianym kościołem na terenie polskiej części Śląska Cieszyńskiego. Znajduje się na Szlaku Architektury Drewnianej województwa śląskiego.
- murowano-drewniana stodoła folwarczna z XIX wieku[14].
- dom drewniany, nr 123

Z Zamarsk pochodzi również kwadratowa kuźnia o dwuspadowym dachu krytym gontem z 1846 roku, jeden z obiektów skansenu wsi beskidzkiej i cieszyńskiej w Górnośląskim Parku Etnograficznym w Chorzowie.

## Turystyka
Przez miejscowość przechodzą trasy rowerowe:
- zielona trasa rowerowa nr 13 – Ustroń - Jastrzębie-Zdrój - Rybnik (82 km)
- żółta trasa rowerowa nr 11 - Landek - Skoczów - Cieszyn (39 km)

## Religia i sport
Na terenie wsi działalność duszpasterską prowadzą następujące kościoły:
- Kościół Rzymskokatolicki (parafia Świętego Rocha, erygowana w 1981)
- Kościół Ewangelicko-Augsburski (filia parafii w Cieszynie)

Na terenie miejscowości działa również stowarzyszenie "Lutnia" Zamarski (dawniej LKS "Lutnia"). Nazwa  klubu a potem stowarzyszenia została zaczerpnięta od tutejszego strumyka, którego źródła znajdują się na kopcu gumieńskim.

## Folklor
Wieś zamieszkała jest m.in. przez grupę etnograficzną Wałasi posługującą się gwarą cieszyńską.

## Osoby związane z miejscowością
- prof. Jan Kisza[15]
- ks. bp Rudolf Pastucha

## Galeria

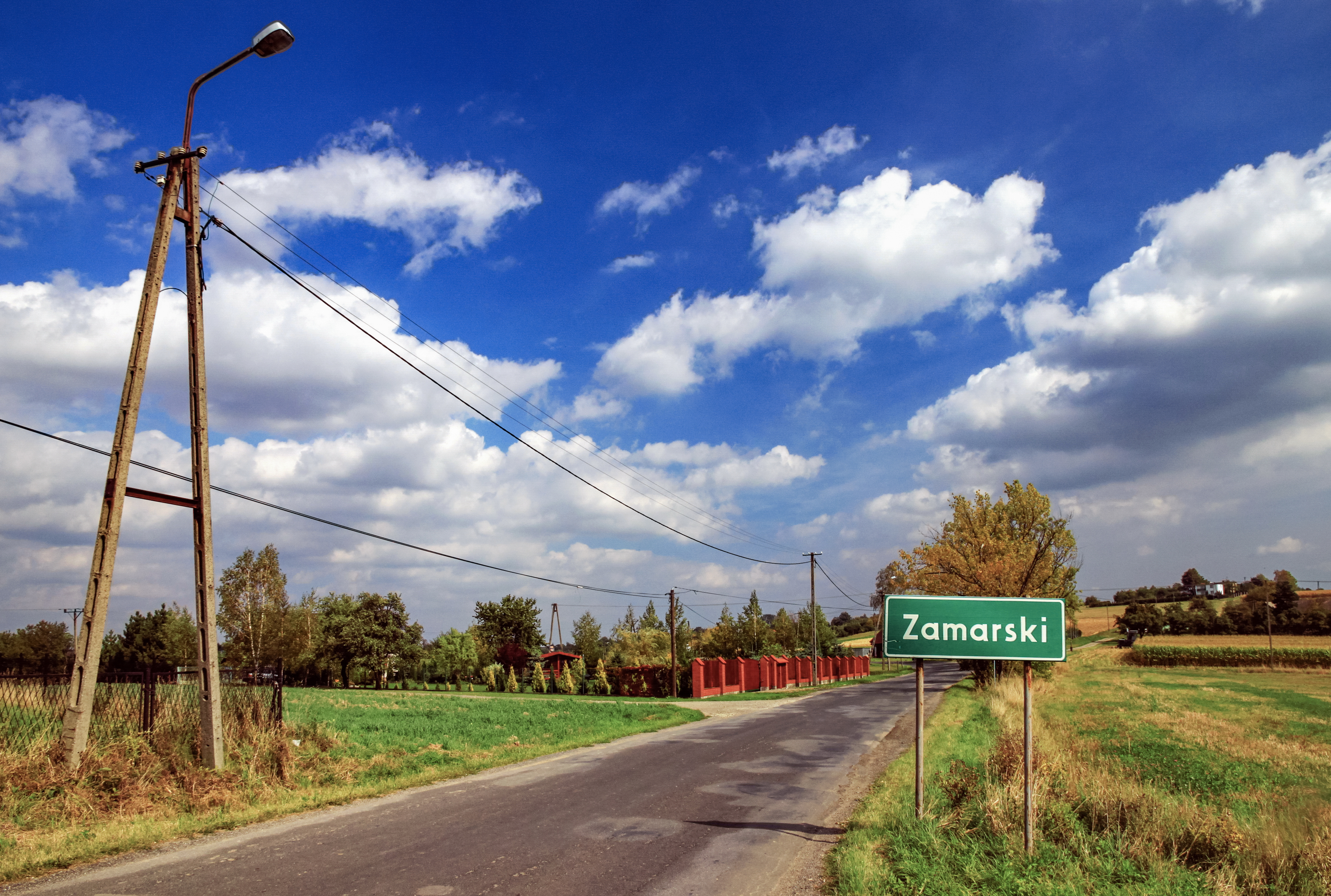
Wjazd do wsi od strony ulicy Pikiety
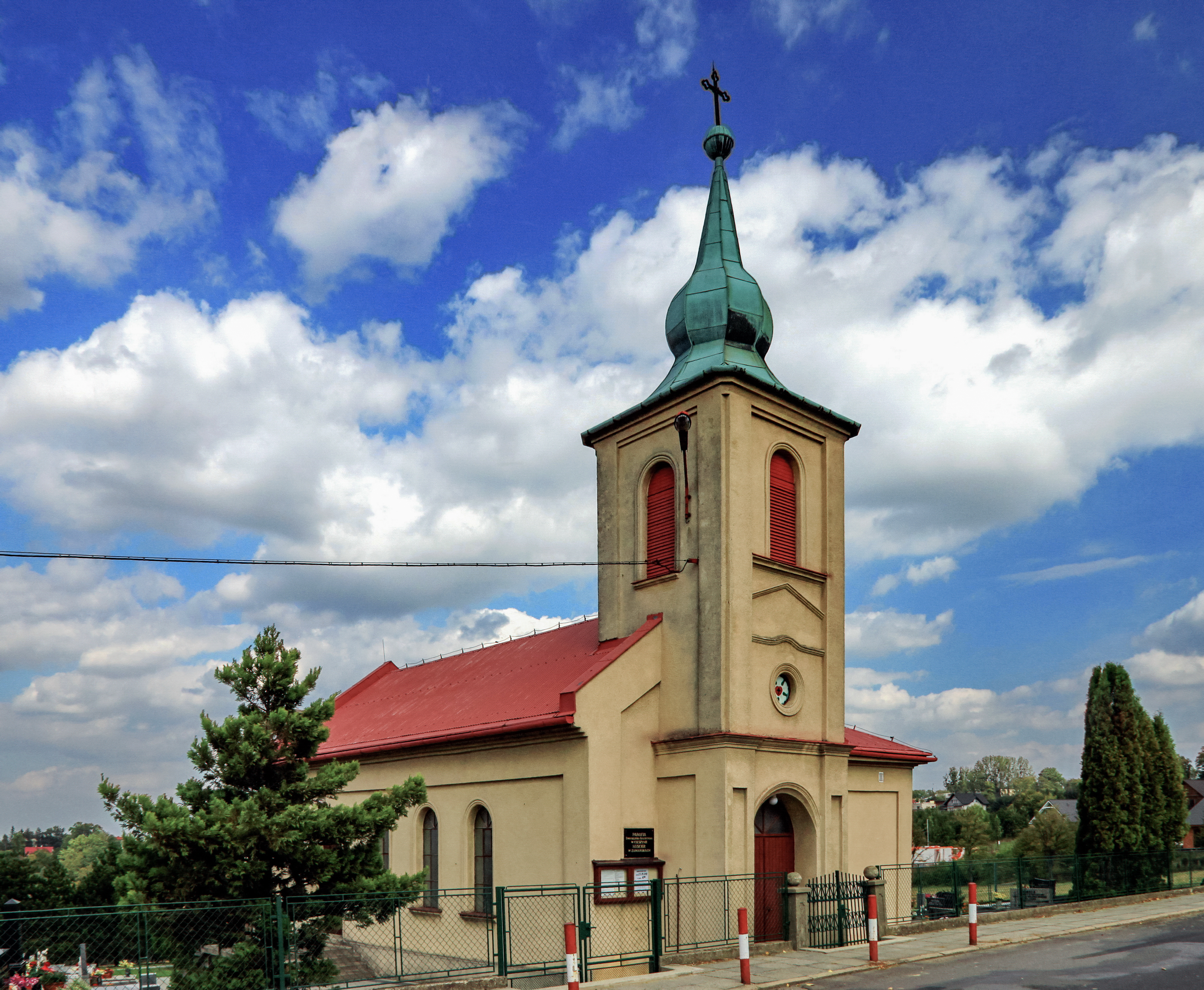
Kościół ewangelicko-augsburski
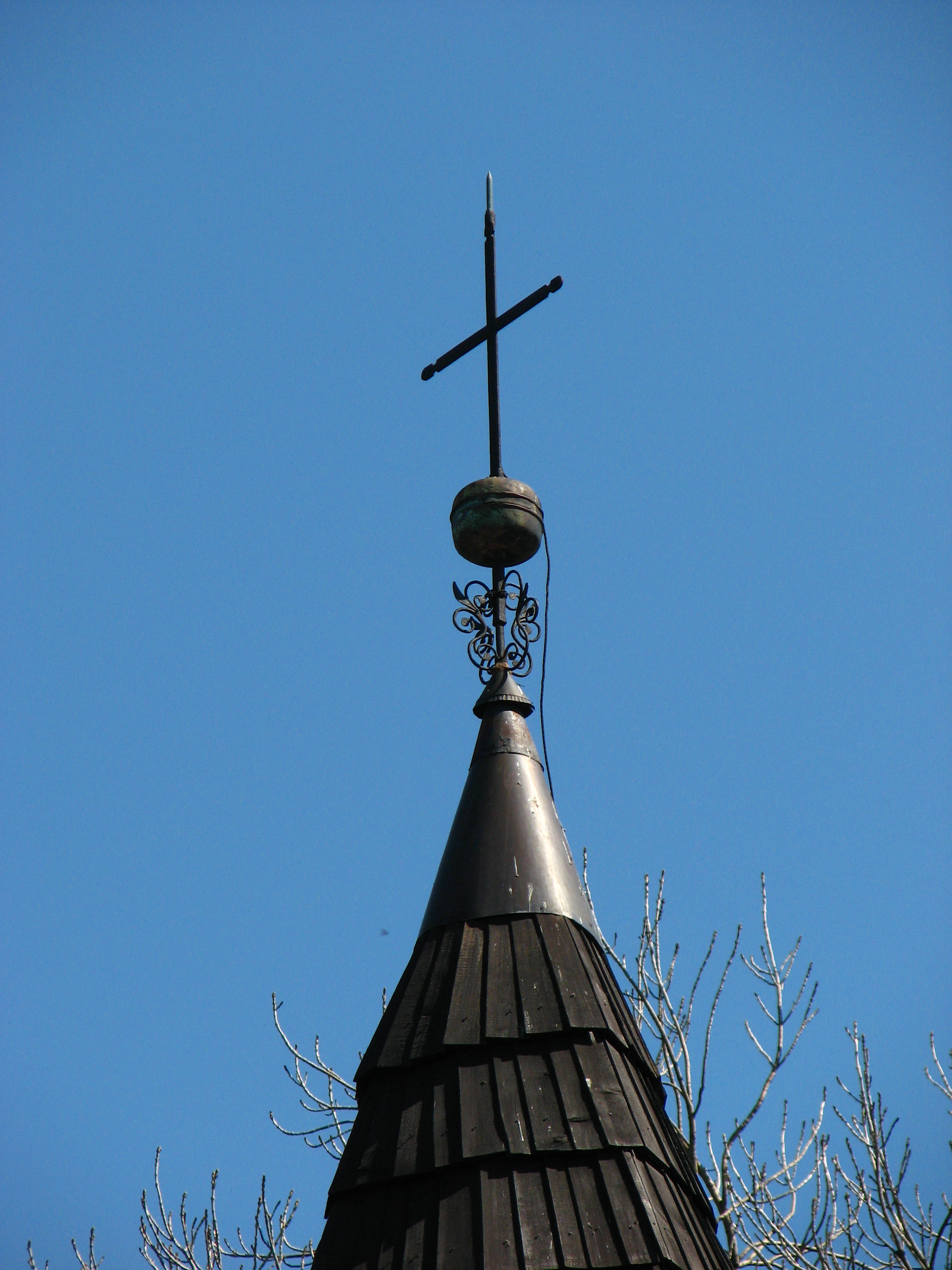
Kościół św. Rocha - szczyt wieży
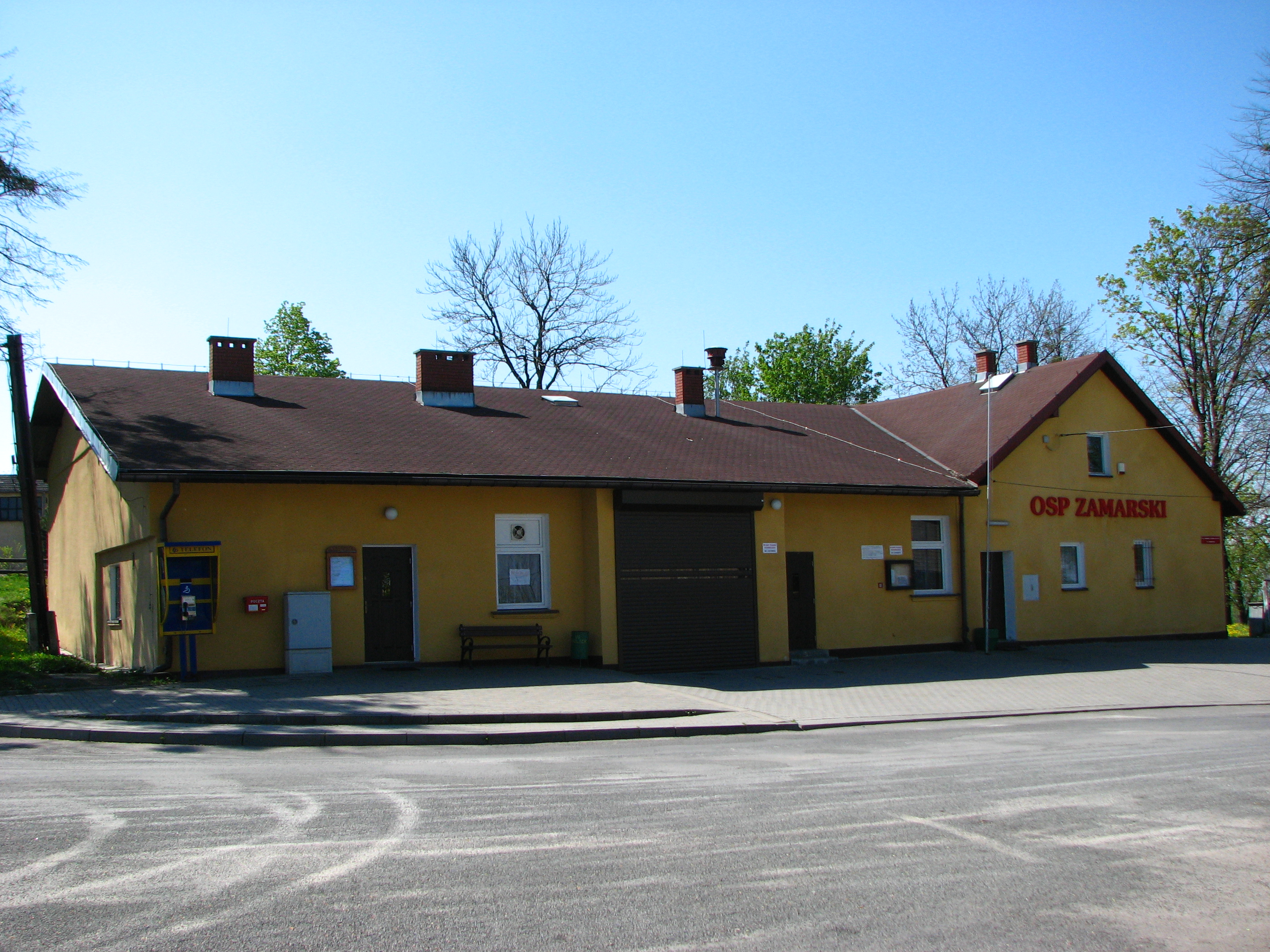
Budynek OSP
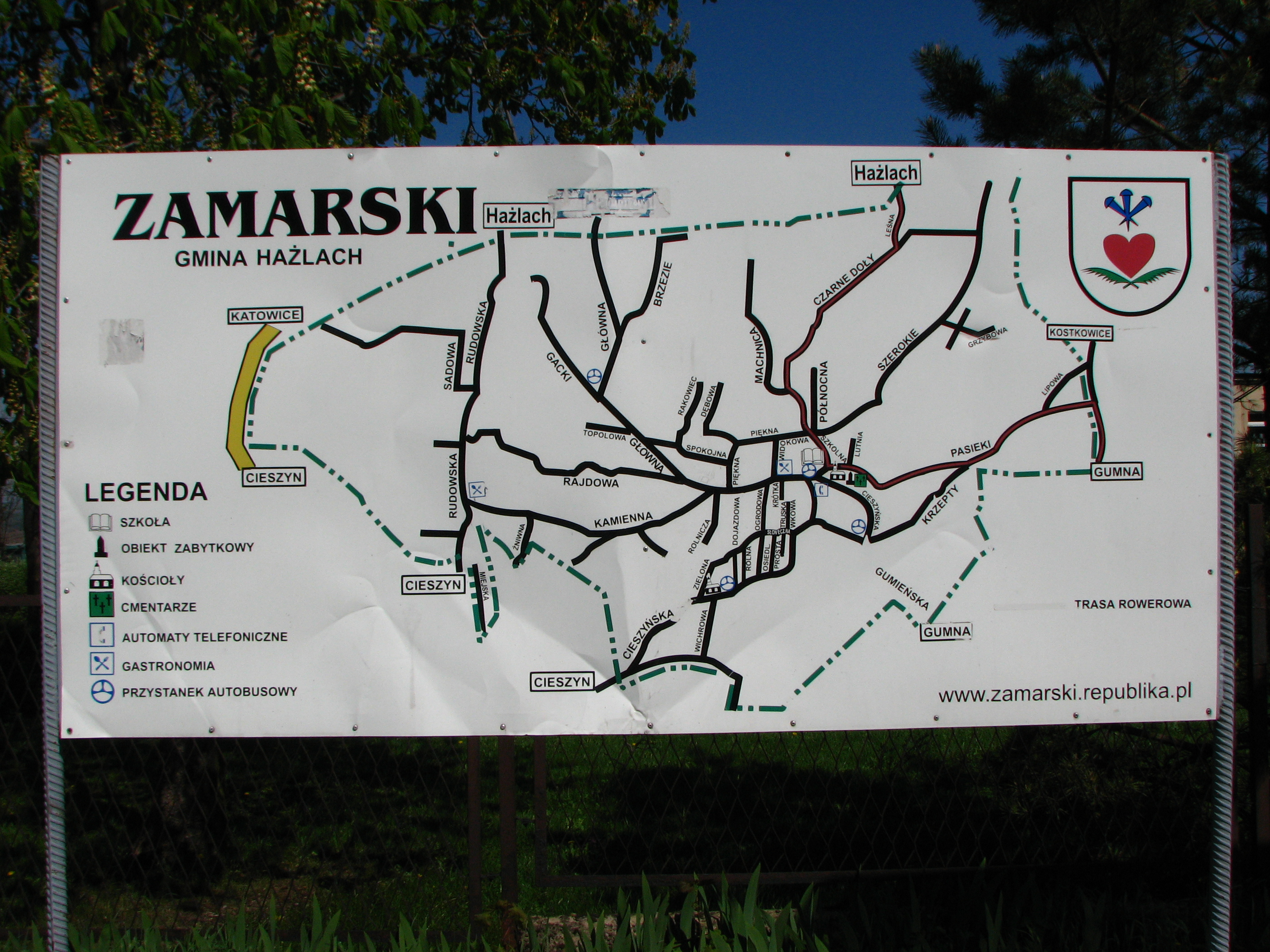
Tablica z planem wsi